# 瓦拉日丁托普利采

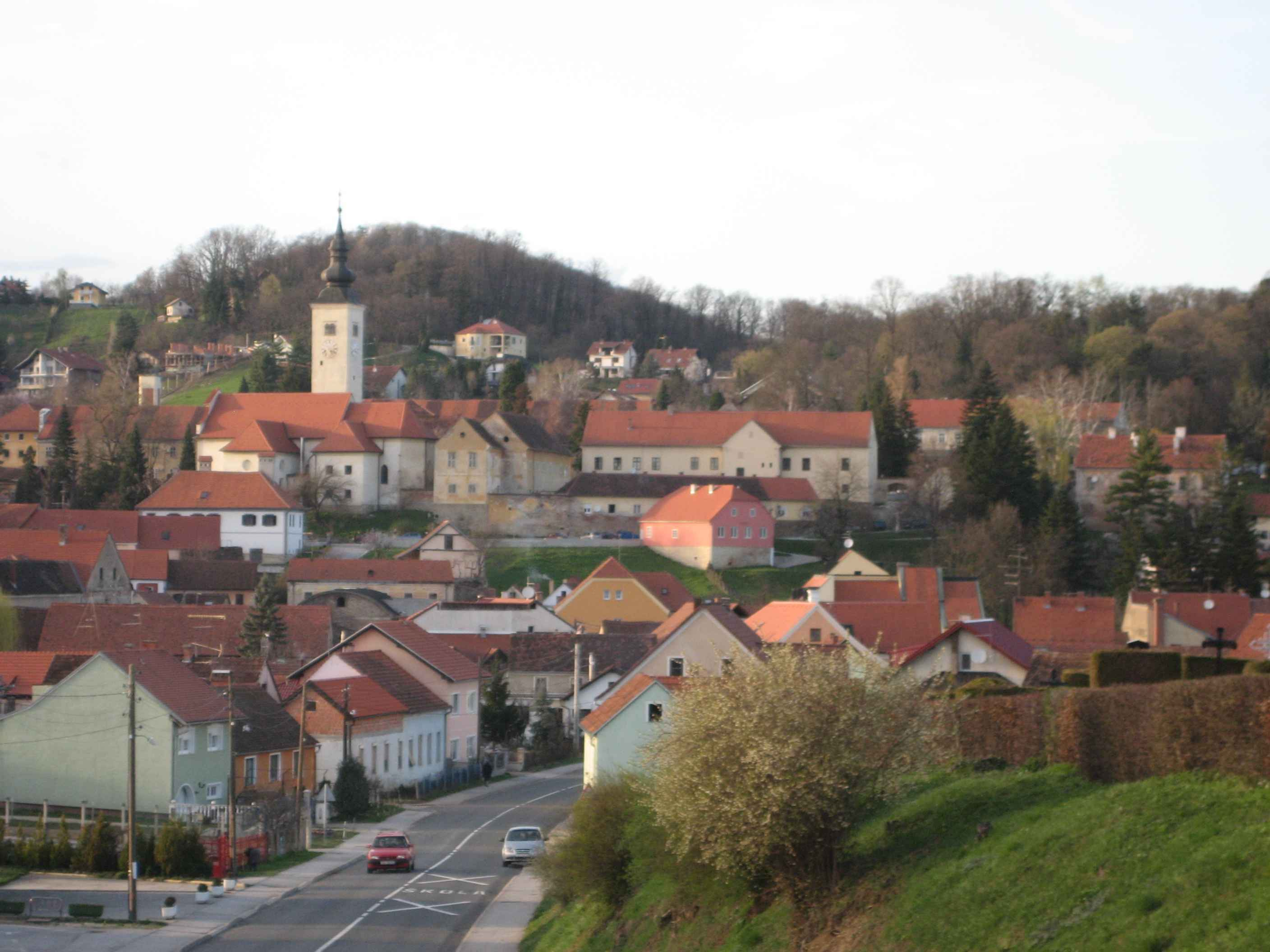

瓦拉日丁托普利采是克羅地亞的城鎮，位於該國北部貝德尼亞河左岸，距離首府瓦拉日丁10公里，由瓦拉日丁縣負責管轄，面積79.75平方公里，鎮上有水療設施，2001年人口6,973。